# Baluarte de San Pedro
El Baluarte de San Pedro, se localiza en la ciudad San Francisco de Campeche, Campeche, México. Forma parte de su sistema defensivo desarrollado en la época colonial.
Fue terminado en 1702 y fue secuencialmente el sexto baluarte en ser construido al suroeste de la ciudad. Su superficie es de 780 metros cuadrados y forma un conjunto arquitectónico con el hospital y la iglesia de San Juan de Dios. Fue dedicado a Simón Pedro. A lo largo de la historia tuvo diferentes funciones además de sus labores defensivas, siendo cárcel del Tribunal del Santo Oficio de la Inquisición de la Nueva España en el siglo XVII.
En 1824 jugó un papel muy importante durante el proceso de la Independencia de Yucatán con el gobierno de Mérida y el general Santana, su función fue el refugio de la tropa así como depósito de municiones y pólvora.
A finales del siglo XX el sitio comenzó a ser un punto de información turística, así mismo alberga un museo de artesanías. Se planea que se construya un museo dedicado a la cerámica maya encontrada en las obras de construcción del Tren Maya.

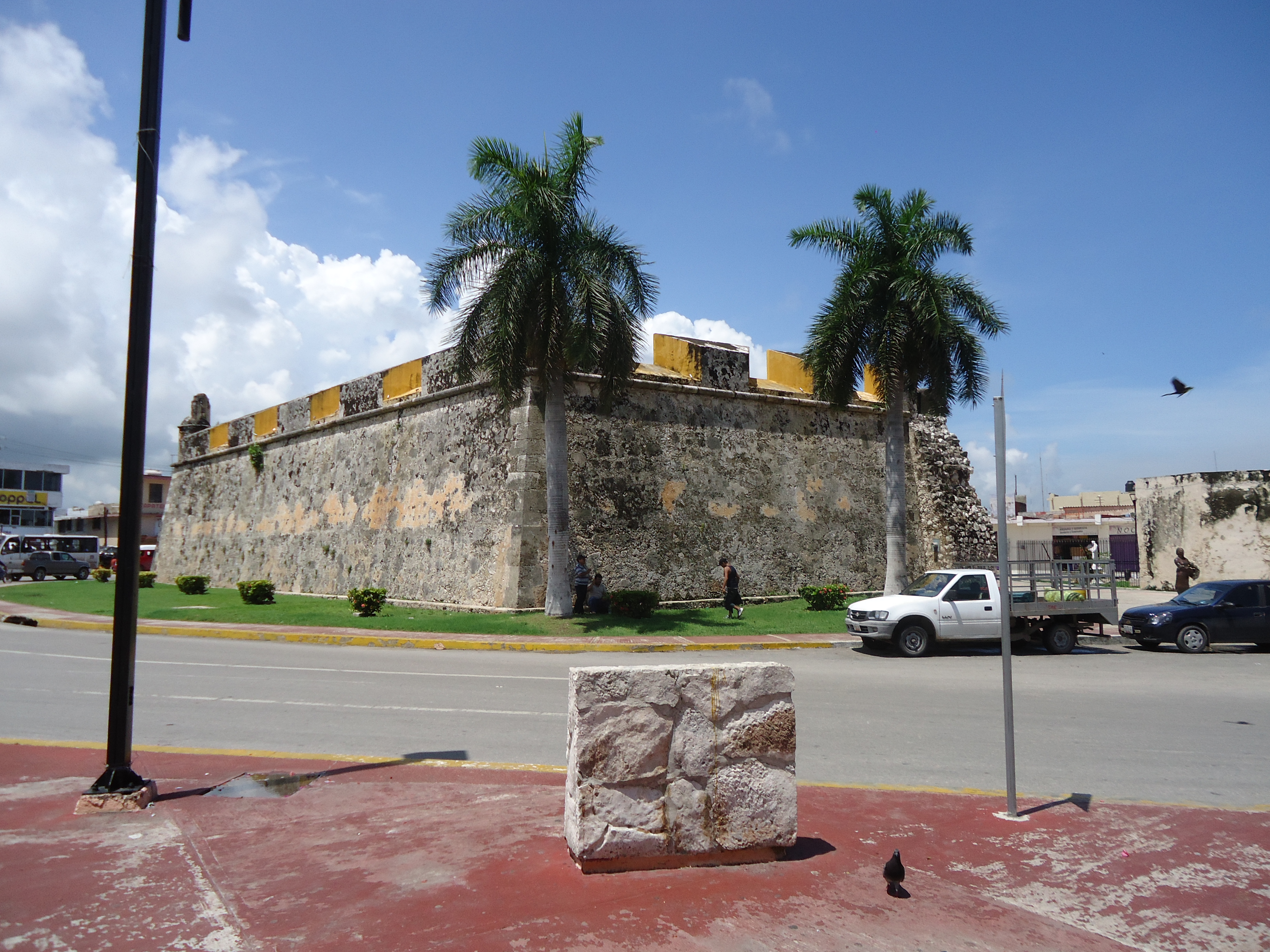
Baluarte de San Pedro